# SV Britannia
El Sport Vereniging Britannia (conocido como SV Britannia) o simplemente Britannia  es un equipo de fútbol de Aruba en la ciudad de Paradera, Piedra Plat que juega en la Primera División de Aruba, la liga de fútbol más importante del país.
Fue fundado en el año 1958 en la localidad de Piedra Plat como un equipo organizado por los jóvenes de la localidad y alrededores, jugando su primer partido 2 años después, venciendo 3-1 al Vitesse de la ciudad de Cashero. Ascendió a la Primera División en el año 2001, ganando el título de Liga en cuarto ocasiones y ocho títulos de Copa.
A nivel internacional ha participado en dos torneos continentales, donde nunca ha avanzado más allá de la Primera ronda.

## Palmarés
- Primera División de Aruba: 6

2004–05, 2008–09, 2009–10, 2013–14, 2023–24, 2024–25
- Finalista: 3

2005–06, 2007–08, 2012–13
- Copa Betico Croes: 8

2008, 2009, 2010, 2011, 2013, 2015, 2017, 2023
- Finalista: 1

2016

## Participación en competiciones de la CONCACAF
- Campeonato de Clubes de la CFU: 2 apariciones

2005 - Primera ronda
2006 - Primera ronda
| Año  | Oponente     | Ida   | Vuelta | Resultado |
| ---- | ------------ | ----- | ------ | --------- |
| 2005 | Robinhood    | 1 - 2 | 2 - 0  | 4 - 1     |
| 2006 | New Vibes    |       |        | 1 - 1     |
| 2006 | W Connection |       |        | 0 - 8     |
| 2006 | SAP FC       |       |        | 1 - 7     |

## Participación en competiciones de la CFU Club Shield
- CFU Club Shield: 1 apariciones

2025 - Grupo B
| Año  | Torneo               | Grupo | Partido                                  | Resultado |
| ---- | -------------------- | ----- | ---------------------------------------- | --------- |
| 2025 | CFU Club Shield 2025 | B     | 26 de julio Britannia – Paradise FC      | 1-1       |
| 2025 | CFU Club Shield 2025 | B     | 28 de julio Britannia – St Paul's United | 2-0       |

## Juegos Internacionales
- 25 Octubre 2001   - Britannia vs  Curazao B 3-3
- 28 Junio 2002     - Britannia vs  Nacional 2-4
- 16 Julio 2003     - Britannia  Carabobo FC 2-5
- 27 Setiembre 2005 - Britannia vs  Robinhood 1-2
- 29 Setiembre 2005 - Britannia vs  Robinhood 0-2
- 21 Abril 2006     - Britannia vs  Centro Barber 2-4
- 10 Diciembre 2006 - Britannia vs  New Vibes 1-1
- 12 Diciembre 2006 -  Britannia vs  San Juan Jabloteh 0-8
- 14 Diciembre 2006 - Britannia vs  SAP FC 1-7
- 2 Mayo 2007       - Britannia vs  Carabobo FC 1-2.
- 22 Marzo 2009     - Britannia vs  AS Cavaly 0-5
- 29 Marzo 2009     - Britannia vs  AS Cavaly 0-1
- 20 Mayo 2010      - Britannia vs  Venezuela 2-4
- 18 Junio 2010     - Britannia vs  Real Madrid Miami 2-2.

## Gerencia
- Presidente:  Jorge Anthony Jansen
- Vicepresidente:  Cedric Werleman
- Secretario :  Marlon Werleman
- Tesorero:  Eddie Berg

## Cronología de los entrenadores
- 2023-2024:  José Luis Durán